# Tocco Caudio
Tocco Caudio è un comune italiano di 1 441 abitanti della provincia di Benevento in Campania.
Il paese è ubicato lungo le propaggini orientali del monte Taburno. Fu un borgo fortificato di importanza rilevante nel medioevo (fu sede di un gastaldato longobardo e di una diocesi), ma in seguito una serie di terremoti segnò il suo declino. Dopo quello del 1980 il centro storico, Tocco vecchio, è stato completamente abbandonato in favore del nuovo abitato in contrada Friuni.

## Geografia fisica

### Territorio

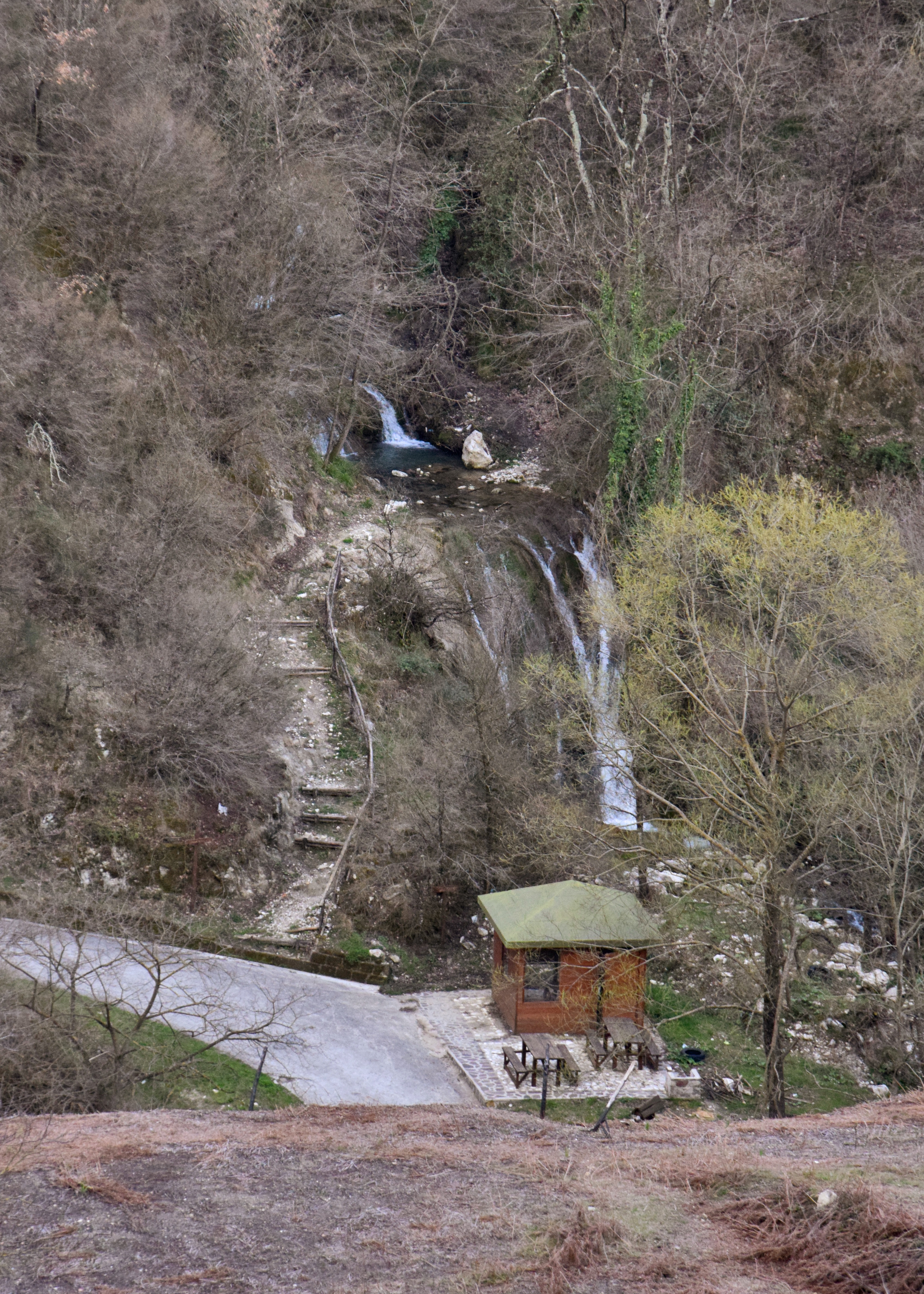
Le acque del Pisciariello, ai piedi di Tocco Vecchio

Il territorio di Tocco Caudio si articola attorno a una piccola valle che si apre fra le propaggini orientali del massiccio del Taburno. A sud-est, ad est ed a nord di tale conca è la Valle Vitulanese propriamente detta: suddividono le due valli il Cesco di Luccaro (795 m s.l.m.), la collina del Vocito (754 m) che prosegue con il declivio allungato di Costa Rama, e l'ulteriore modesta altura dell'Asciello. Generalmente con la dicitura "Valle Vitulanese", o storicamente "valle di Tocco", ci si riferisce al complesso delle due valli.
Un'ampia porzione del territorio comunale ad ovest e a sud-ovest dell'antico centro abitato risale il massiccio del Taburno. L'estremità occidentale è la zona più elevata del territorio comunale, e vi si trovano i due picchi più alti: il Colle dei Paperi (1 323 m) e il Tuoro Alto (1 321 m). Fra i versanti montani trovano spazio due spianate di origine tettono-carsica: il Campo Cepino (a circa 1 000 m s.l.m.) e il Piano Melaino (a circa 1 150 m).
Nel centro della stretta valle si trova l'antico centro abitato di Tocco, borgo fantasma arroccato sopra un costone isolato ed allungato di tufo dalle pareti molto scoscese per morfoselezione ad opera delle acque di ruscellamento che ne modellano la forma (497 m s.l.m. nel suo punto più elevato). Si tratta di un deposito piroclastico originato da una super-eruzione di tipo fessurale per il collasso della caldera del distretto vulcanico dei Campi Flegrei di 39.000 anni fa; i flussi piroclastici così originati hanno fluito lungo la superficie, raggiungendo tale come altre vaste aree interne. Trattasi, dunque, di Tufo Grigio Campano (Ignimbrite Campana) a contatto col substrato arenaceo (o anche alluvioni), caratterizzato da fessurazione colonnare a base penta-esagonale per essiccamento, perfettamente visibile in località Cava Arena.
Dai versanti montani hanno origine i due torrenti Cauto e Reviola, che lambiscono i piedi del costone tufaceo ad ovest e ad est, rispettivamente, e poi si riuniscono a formare il torrente Jenga.
Fuori dal bacino della valletta, ad est, è la Pietra di Tocco, un blocco di roccia litoide portata in posto per effetto di grandi frane sottomarine, per cui oggi inglobata in terreni flyschoidi; uno spuntone calcareo prominente ed isolato che domina la Valle Vitulanese, alla cui sommità si rinvengono resti di un forte angioino a mo' di vedetta, mentre alla base sono presenti misteriosi cunicoli, grotte e i resti di un'antica chiesetta dedicata al culto di importazione longobarda di San Michele Arcangelo, notoriamente venerato in tutta la valle; alla base dello spigolo sinistro è presente una pietra scolpita di forma parallelepipeda, raffigurante un bucranio (testa di vitello) di tarda epoca romana.
Buona parte del territorio comunale, e il costone tufaceo in modo particolarmente drammatico, è storicamente affetta da problemi di dissesto idrogeologico, anche per via di una forte azione corrosiva da parte dei due torrenti. Tali fattori, unitamente alla sismicità elevata (particolarmente distruttivi furono i terremoti del settembre 1293, del dicembre 1456, del giugno 1688, del luglio 1930 e dell'agosto 1962), hanno infine indotto a spostare il centro abitato in contrada Friuni, sulle pendici al margine orientale della valle. Rimane abitata anche la contrada La Riola, che sorge alle falde settentrionali del costone tufaceo.
Buona parte del territorio comunale, incluso il centro abbandonato, ricade nel Parco regionale del Taburno - Camposauro.

## Storia

### Le origini, il gastaldato e la diocesi

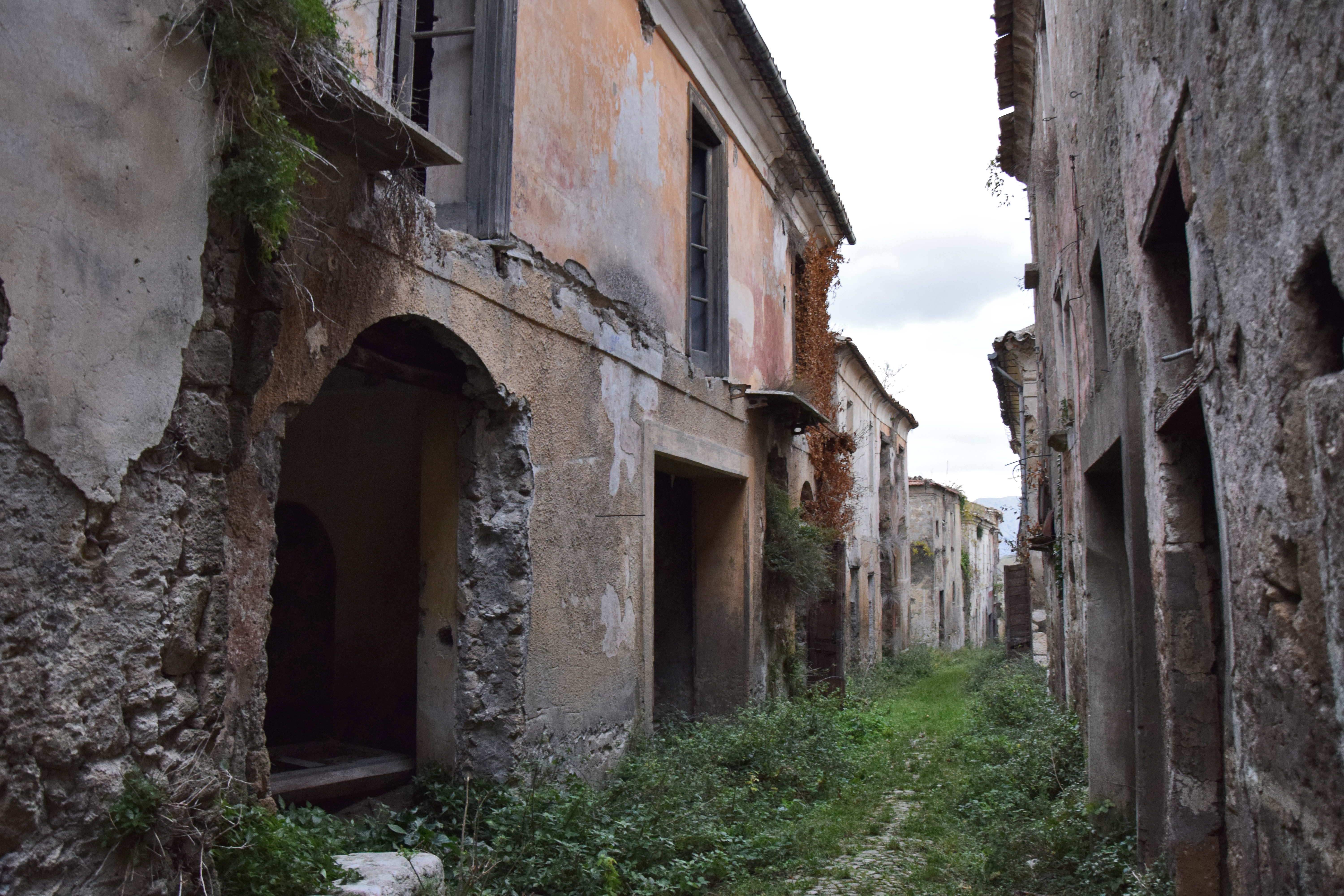
Via Carlo di Tocco, asse principale di Tocco vecchio. Pur avendo subito numerose ricostruzioni, il centro abbandonato rivela ancora la sua struttura urbana medievale

Più eruditi a cavallo fra il XIX e il XX secolo affermano che Tocco fu un centro sannitico, derivandone il nome dalla città di Touxion, o dall'aggettivo osco tuticus. L'ipotesi non viene confermata da studi specialistici più recenti; tuttavia pare che la Pietra di Tocco, masso calcareo isolato posto fra Tocco Caudio e Campoli del Monte Taburno, sia stato sormontato da una fortificazione preromana, i cui resti erano ancora visibili negli anni 1970.
Una lapide di età romana attesta la frequentazione di tale zona anche in tempi successivi; mentre è plausibile che i Longobardi, fondatori di un ducato a Benevento, abbiano frequentato ed abitato la Valle Vitulanese già nel VII secolo, e quindi essa risultò punteggiata di piccoli insediamenti di carattere agricolo. I documenti mostrano che Tocco seguì la stessa evoluzione di altre aree: grazie alla sua posizione arroccata, in un momento di sviluppo economico divenne un centro fortificato attorno al quale gravitarono gli altri aggregati abitativi della zona. Non a caso, infatti, la Valle Vitulanese fino al XV secolo è nota come valle di Tocco.
Le prime notizie documentate su Tocco emergono nel X secolo. Nel 930 una cella monastica «in Toccu» era dipendente dall'abbazia di San Vincenzo al Volturno. Nel 950 esisteva un «castrum Tocci», abitato e con qualche importanza amministrativa poiché vi risiedeva un giudice, Milone: probabilmente un funzionario al servizio dei principi di Benevento.
L'importanza di Tocco trova conferma nel 971, allorché si ha notizia dell'esistenza di un gastaldato di cui il centro era sede. Tuttavia, sembra che le cose cambiarono poco dopo: nel 979 i principi di Benevento Pandolfo I e Landolfo IV concessero ad Ausentio e Teoderico, figli di Auloaldo abitante di Tocco, la piena facoltà di disporre dei propri possedimenti secondo le proprie preferenze, senza alcuna interferenza. I due, con questo documento, non diventavano gastaldi: la loro autonomia, che doveva implicare anche facoltà di trasmettere le proprietà ereditariamente, significava la nascita di una signoria locale, probabilmente da contestualizzare nella riorganizzazione del territorio in contee. Il dominio dei due tocchesi, come il gastaldato, doveva estendersi su tutta la valle di Tocco.
La bolla di papa Stefano IX del 1058 elencava Tocco fra le sedi di vescovato suffraganee dell'arcidiocesi di Benevento. Tale vescovato dovette nascere con i cambi di assetto dovuti all'avvento dei Normanni, e come il precedente gastaldato doveva avere pertinenza almeno su tutta la valle. Se ne perdono le tracce già nel 1109: in tale anno la massima chiesa di Tocco, San Pietro, era soltanto arcipretale; ed anzi Roberto di Alife, signore anche di Tocco, la privava di tale dignità per darla alla chiesa di Sant'Andrea a Cacciano, forse perché quest'ultima godeva di una posizione centrale nella valle di Tocco. L'arcivescovo di Benevento Vincenzo Maria Orsini nel 1695 identificava esplicitamente la ex cattedrale di Tocco con la chiesa di San Pietro, che non è più esistente. Il primato della chiesa di Cacciano sulla Valle Vitulanese era ancora riconosciuto agli inizi del XX secolo.

### L'epoca normanna e sveva

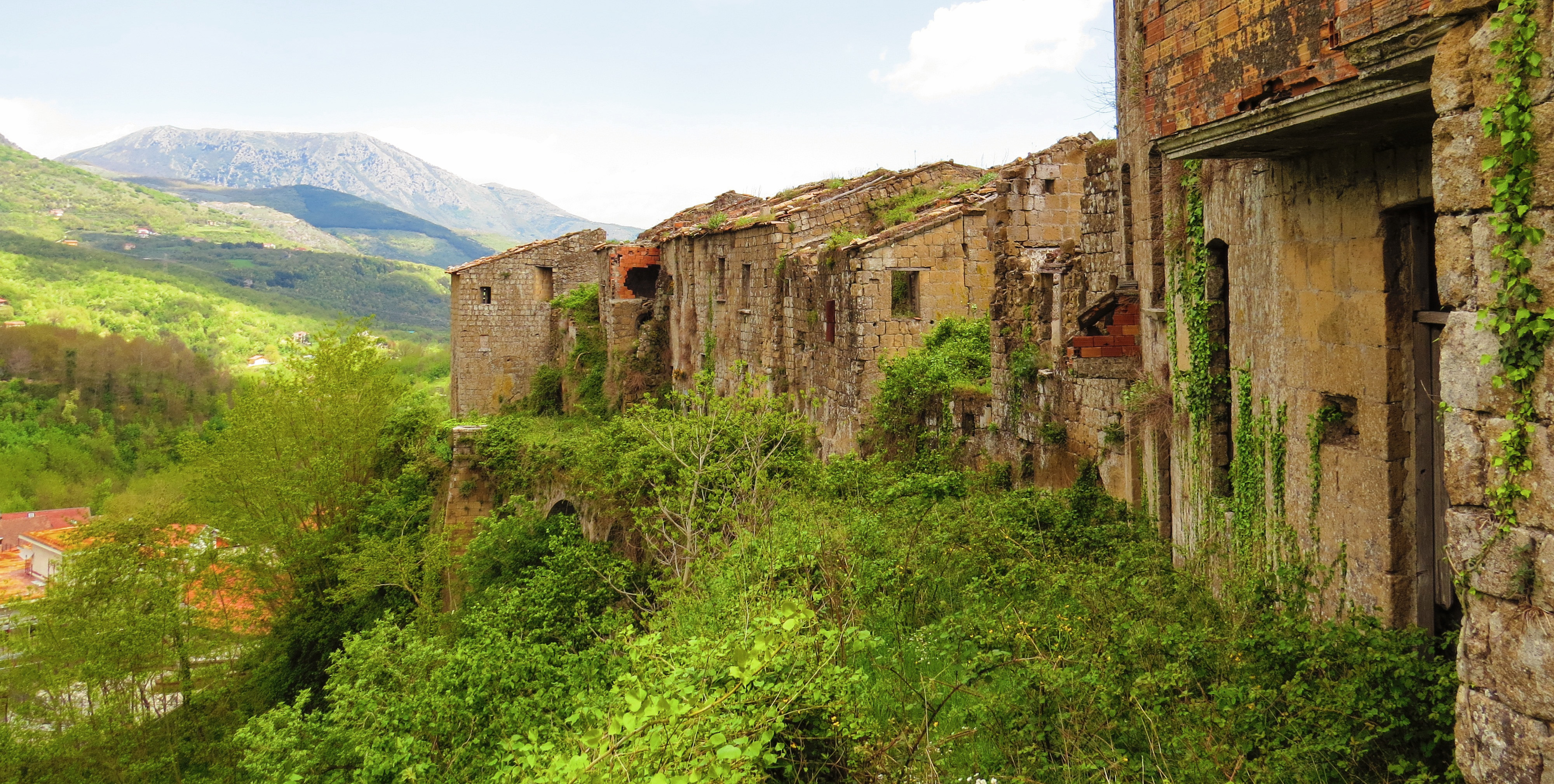
Via del Littorio, lungo il ciglio occidentale del costone. Si intravedono gli archi di sostegno costruiti negli anni Venti

Tocco fu parte dei possessi di Roberto di Alife fino alla sua morte nel 1116; e quindi di suo figlio, il conte Rainulfo di Alife.
Nel 1138 il castello venne coinvolto nelle guerre fra Rainulfo e Ruggero II di Sicilia: mentre Rainulfo cercava di difendere Ariano, il castello di Tocco veniva assediato dalle truppe di Ruggero. I tocchesi resistettero per otto giorni grazie alle loro possenti fortificazioni, poi Ruggero riuscì ad abbattere parzialmente le mura e le torri ricorrendo a macchine da guerra. Le truppe entrarono nella città fortificata il 27 settembre, e probabilmente operarono devastazioni ai danni del borgo.
Tuttavia, per il resto del XII secolo Tocco deve essere rimasto un centro di discreta importanza amministrativa nel Regno di Sicilia. Nel Catalogus baronum, infatti, non compaiono feudatari di Tocco ma solo di territori che sono pertinenza della città. Quindi Tocco doveva essere una città regia, ed inoltre abitata da diversi esponenti del ceto nobile fra cui i possessori di tali feudi, nonché dotata di propri giudici e notai: lo provano gli abbondanti documenti ufficiali firmati a Tocco per l'abbazia di Santa Maria in Gruptis. Tali atti, intestati al re di Sicilia, usano formule di diritto romano. Sarebbe originario di Tocco anche Carlo di Tocco, glossatore e studioso del diritto longobardo vissuto in questo periodo.
Non si sa molto dell'età sveva. Federico II, attorno al 1220, potrebbe aver dato la valle di Tocco in feudo al suo cancelliere Guglielmo I di Tocco, ma non è una notizia unanimemente accettata. Guglielmo, come forse anche il giurista Carlo ed un Adam che possedeva feudi nella zona secondo il Catalogus baronum, sarebbe parte della dinastia Tocco: la si ritroverà più volte nella storia nella nobiltà napoletana e degli stessi feudatari del borgo di Tocco, dal quale sembra che essa prenda il cognome.

### Dall'epoca angioina al terremoto del 1456

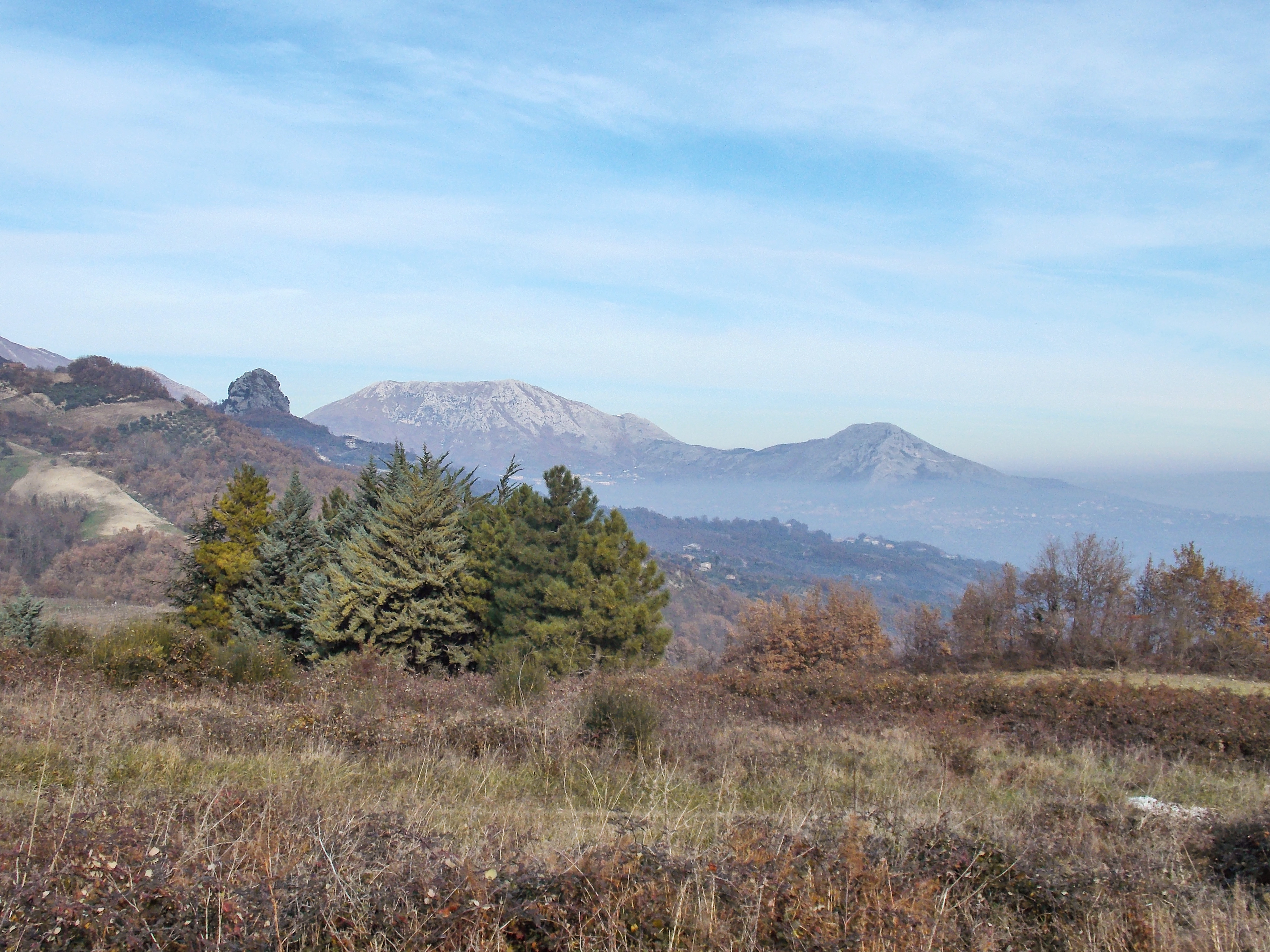
La Pietra di Tocco (a sinistra) domina sulla Valle Vitulanese. Sullo sfondo sono i monti Pentime e Caruso

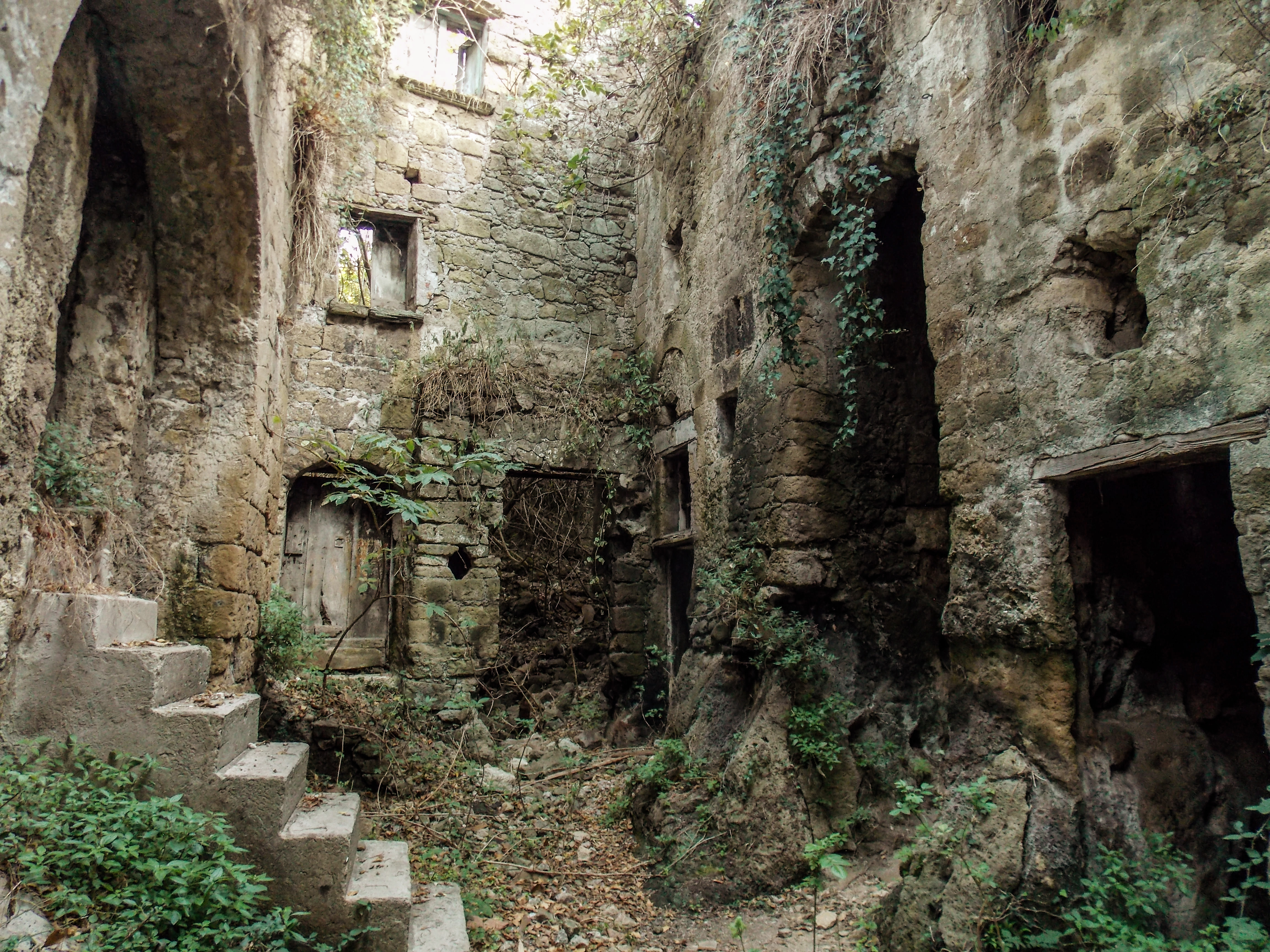
Ruderi di abitazioni in uno spiazzo a Tocco Vecchio

Il 21 aprile 1269 Carlo d'Angiò firmò a Foggia l'atto con cui Roberto di Ravello veniva in possesso della città di Sant'Agata de' Goti e dei castelli di Tocco e di Pietra di Tocco (quest'ultimo, infatti, viene menzionato a sé stante, e ciò potrebbe essere segno che all'epoca esso esisteva ancora); forse erano esclusi i casali della valle di Tocco. Con tutta probabilità, tale investitura era una ricompensa per la fedeltà di Roberto a Carlo nella guerra contro Manfredi di Svevia, che aveva visto più azioni ed era giunta a termine nel Beneventano con l'uccisione di Manfredi. Il nuovo feudatario di Tocco era discendente di Pietro di Ravello, che nel Catalogus baronum ed altri documenti della seconda metà dell'XI secolo risulta essere un nobile tocchese con possedimenti feudali nella zona.
Tocco fu uno dei centri più danneggiati dal terremoto del Sannio del 1293: il suo feudatario Isnardo de Pontévès lamentava le cospicue perdite di uomini e beni immobili. Nel 1306 Tocco era di Bartolomeo Siginulfo, conte di Caserta, ma insieme a Sant'Agata e Durazzano fu venduto ancora a Isnardo. Queste terre da lui passarono al fratello Agoto e poi, nel 1343, a Carlo d'Artois. Nel 1322 il centro risultava compreso nel giustizierato di Principato Ultra, e rimase nella stessa suddivisione amministrativa nei secoli successivi.
Ulteriori notizie sulle vicende feudali di Tocco si hanno ai tempi della risoluzione del conflitto fra la regina Giovanna I di Napoli e il re Luigi I d'Ungheria. Nel 1350 papa Clemente VI indirizzò a Giovanna, che aveva appena riconfermato sul trono napoletano, una bolla con cui chiariva i confini dei possedimenti pontifici attorno a Benevento e fra questi comprendeva anche «castrum Tocci cum Casalibus».
Tuttavia, ciò sembra non avere impedito un nuovo infeudamento nel 1353: in una serie di ricompense del principe Roberto di Taranto ai due fratelli Tocco, che lo avevano aiutato ad essere rilasciato dalle prigioni del re ungherese, a Leonardo I Tocco veniva assegnata la baronia di Tocco. Morto Leonardo (1381), la baronia di Tocco sarebbe passata a suo nipote Guglielmo di Tocco.
In seguito, le vicende feudali di Tocco diventano confuse. Nel 1404 la baronia era stata comprata da Baldassarre della Ratta, conte di Caserta: questi la vendette al re Ladislao I, e da quest'ultimo la comprò a sua volta Guglielmo di Tocco. Nel 1408 però Guglielmo di Tocco, esiliato perché Ladislao sospettò di un suo tradimento, perse i suoi feudi.
Così nel 1417 la regina Giovanna II vendette il feudo di Tocco al francese Rogioletto Leyoye, e nel 1420 Baldassarre della Ratta lo ricomprò. Nel 1421 Giovanna confiscò a Baldassarre i suoi feudi per donarli a Cristoforo I Caetani, ma gliele restituì l'anno dopo in seguito alla loro pacificazione.
Nel 1434 la famiglia Origlia avanzò diritti sulla baronia di Tocco, dovuti a debiti non estinti di Guglielmo, ma non ebbe successo. Nel 1438 fu Alfonso d'Aragona a toglierla al della Ratta, perché in quel momento egli era schierato con Renato d'Angiò nelle lotte di successione al trono di Napoli: ne beneficiò Algiasio di Tocco, figlio di Guglielmo. Nel 1446 si ha poi notizia del regio assenso perché la baronia di Tocco venisse restituita (con Montemiletto e Pomigliano d'Arco) allo stesso Algiasio, dopo che questi aveva pagato tutti i debiti del padre. E tuttavia, nel 1449 si trova un atto di conferma del feudo a Giovanni della Ratta, figlio di Baldassarre.
Le sorti di Tocco cambiarono radicalmente con il disastroso terremoto del 5 dicembre 1456: Tocco fu, infatti, uno dei centri più danneggiati. Le cronache dell'epoca, fra cui quella di sant'Antonino di Firenze, riportano che il borgo fu raso al suolo. Non è noto il numero delle vittime.

### Tocco nello stato di Vitulano

L'arco di accesso al paese da ovest, eretto alla fine del XIX secolo riutilizzando un antico stemma della universitas, e scomparso in seguito

Tocco si ripopolò dopo il terremoto, ma non fu più un centro importante. Il nome "baronia di Tocco" si trova ancora nelle successioni feudali del 1458, quando Francesco della Ratta la ereditò dal padre Giovanni (con atti di conferma nel 1459 e nel 1462). Nel 1500 tale feudo fu confermato a Caterina della Ratta, ma nella successiva conferma del 1506 il feudo prende il nome da Vitulano, a significare che esso era divenuto il centro predominante della valle. Ciò è confermato dalla crescente nobiltà che sembra insediarvisi in questo periodo, nonché dalla costruzione del nuovo palazzo dei feudatari a metà del XVI secolo. Tocco rimase sede di una delle universitates attive nel feudo della Valle Vitulanese, per il quale si affermò il nome "stato di Vitulano" a significare che era un territorio composito.
Dopo il 1516 Andrea Matteo III Acquaviva, vedovo di Caterina, vendette il feudo a Giovan Vincenzo Carafa, marchese di Montesarchio. Con la caduta in disgrazia del Carafa i suoi feudi, inclusi i casali della Valle Vitulanese, andarono ad Alfonso III d'Avalos marchese del Vasto (1528).
In un periodo di numerose rivolte popolari che avvenivano nella Valle Vitulanese, diverse famiglie si succedettero a possedere il feudo. I d'Avalos lo vendettero a Scipione Carafa, conte di Morcone (1560); da lui lo comprò la famiglia locale Sellaroli nel 1568 (pare proprio per vendicare la morte di un consanguineo durante una sommossa), che nel 1611 lo vendettero a loro volta ai Cavaniglia, marchesi di San Marco dei Cavoti. Infine, nel 1615 lo stato di Vitulano tornò ai d'Avalos di Montesarchio.
Il terremoto del Sannio del 1688 vide di nuovo Tocco fra i centri più danneggiati: secondo uno stringato resoconto il paese fu nuovamente raso al suolo, e vi furono 30 vittime. In questa occasione, aggravata dal successivo sisma del 1702, Tocco perse quasi tutte le sue chiese: nel borgo rimase solo la chiesa della confraternita del Santissimo Corpo di Cristo, che fu utilizzata come sede per la parrocchia di San Vincenzo.
I d'Avalos tennero lo stato di Vitulano fino all'eversione della feudalità nel 1806, anno successivo al terremoto del 1805. Nel 1811 venne istituito il circondario di Vitulano, comprendente anche Tocco.

### I secoli XIX e XX: lo spostamento del centro abitato

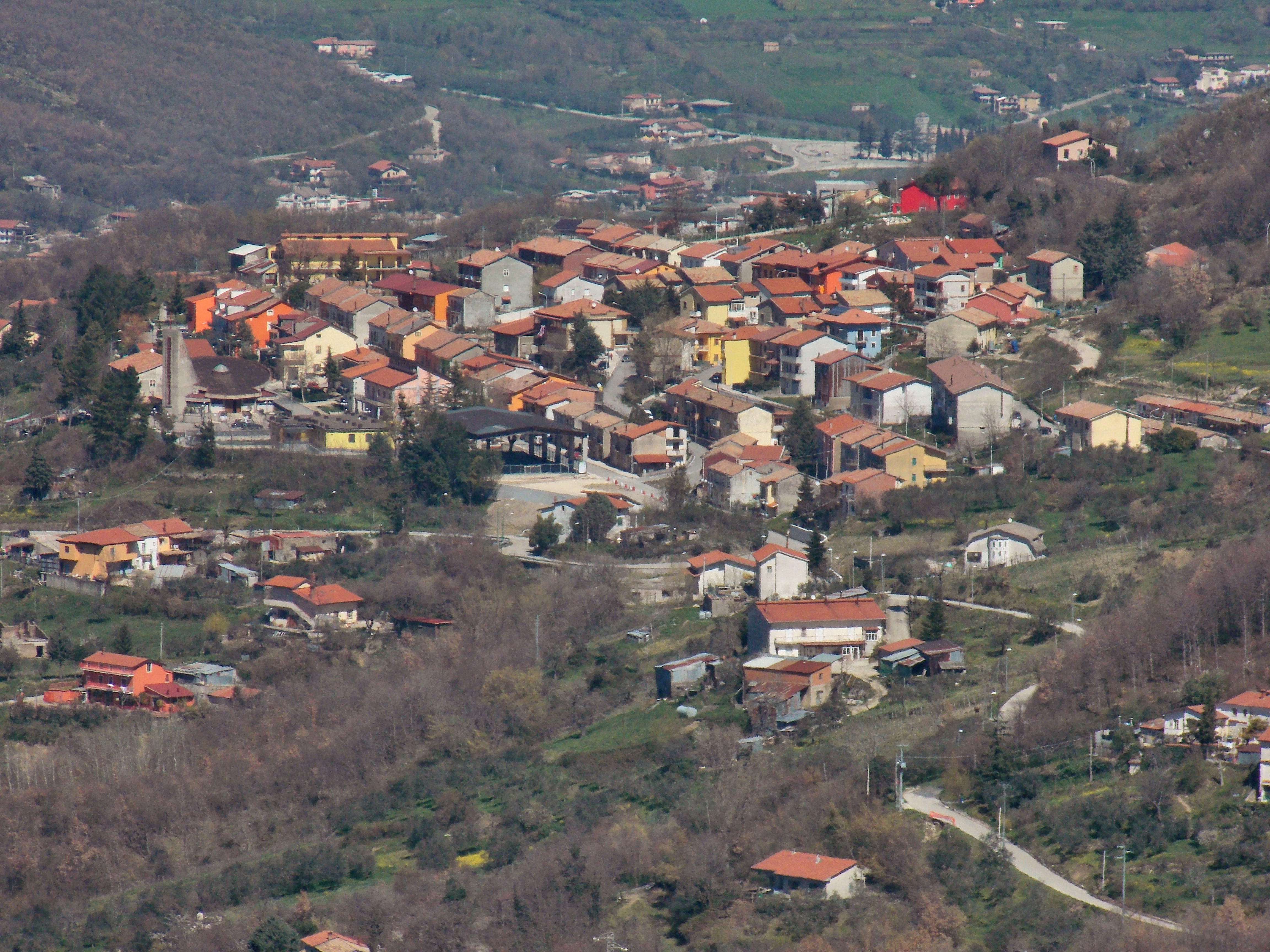
Friuni, divenuto il centro del paese dopo l'abbandono del sito storico

Nel 1860 c'era anche un tocchese, l'ingegnere Tommaso Caruso, fra i componenti del comitato insurrezionale di Vitulano che supportò la presa di Benevento da parte di Giuseppe Garibaldi.
Nel 1861, compiutasi l'unità d'Italia, il comune di Tocco fu assegnato alla neonata provincia di Benevento. Nel 1864 esso cambiò nome in Tocco Caudio per specificare l'area geografica in cui si trova, distinguendosi così dall'omonimo Tocco da Casauria.
La serie di terremoti verificatisi attorno al XVIII secolo annunciò il destino del piccolo centro. Unitamente al dissesto idrogeologico del costone tufaceo su cui sorgeva, essi lo resero vulnerabile a frane distruttive (la prima attestata è del 1832). Vennero progettati lavori di consolidamento, ma solo a fine secolo vennero messi in atto quelli per il versante orientale del costone. Nonostante questo, nel 1908 era previsto lo spostamento del centro abitato a carico dello Stato, ma l'amministrazione comunale provò a scongiurarlo consolidando anche il versante occidentale (1921-1926).
Le misure non si dimostrarono efficaci: il terremoto dell'Irpinia del 1930 fu distruttivo e pochi mesi dopo, preso atto delle condizioni del costone tufaceo, un regio decreto stabilì la costruzione di un nuovo centro abitato in contrada Friuni, che però si popolò a rilento. Si ebbero ulteriori danni importantissimi con una serie di movimenti franosi che divennero più frequenti nella seconda metà degli anni 1950 e giunsero al culmine con il terremoto del 1962. Così, nel 1966, furono emanate le ordinanze di sgombero di molti edifici vicini al ciglio del costone, con conseguente ricollocazione della popolazione a Friuni. Infine, dopo il terremoto del 1980 venne decretato l'abbandono definitivo del vecchio centro di Tocco, ancora abitato da una cinquantina di famiglie.

### Simboli
Lo stemma comunale ha la seguente descrizione:
quercia.»
Il gonfalone comunale riprende lo stemma su fondo blu.

## Monumenti e luoghi d'interesse

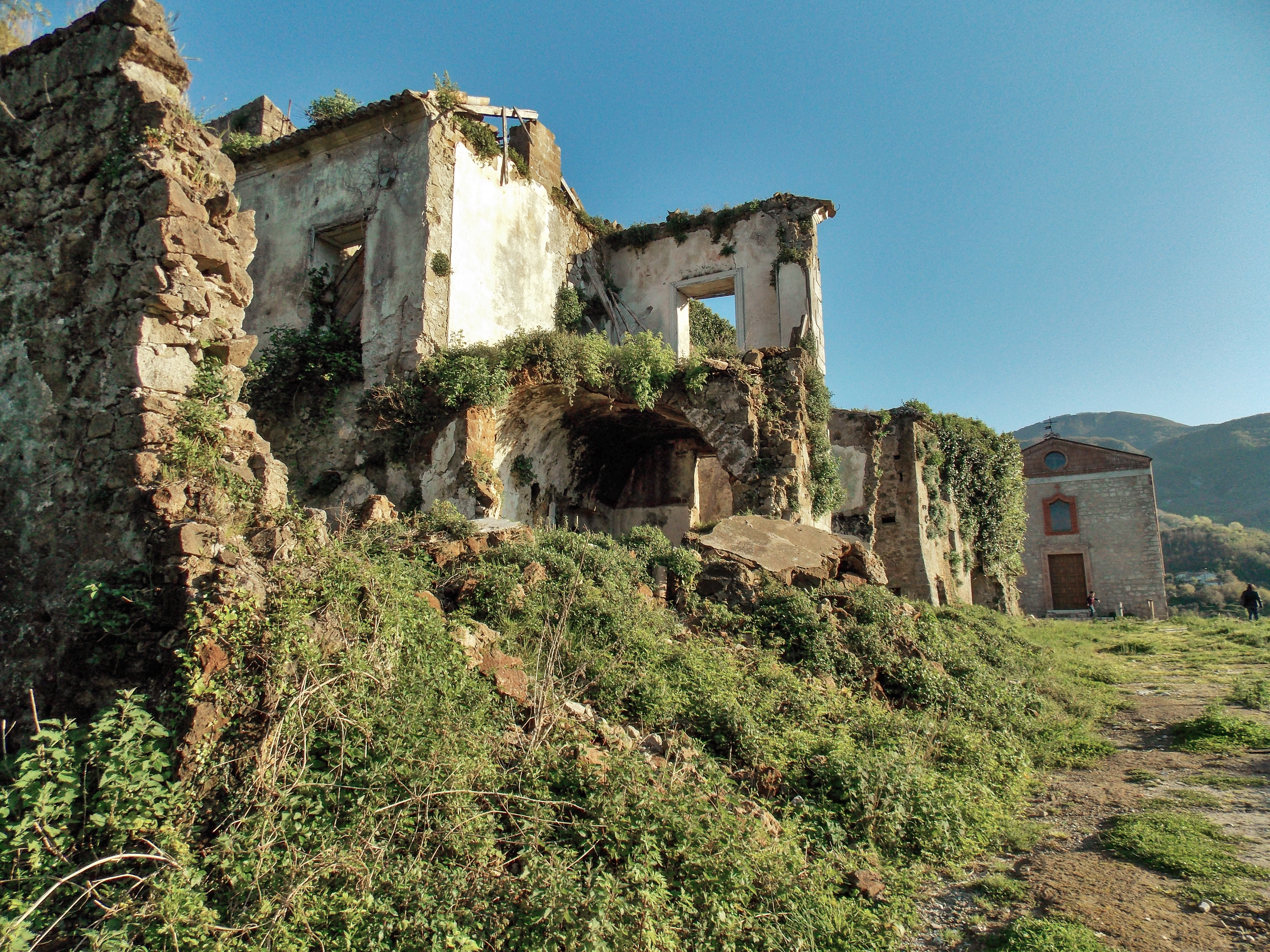
I ruderi di Tocco vecchio, con la chiesa madre in fondo

- Tocco vecchio

Il centro storico di Tocco Caudio, abbandonato definitivamente dopo il 1980, non è stato interessato da interventi di consolidamento o ristrutturazione ed è anzi a continuo rischio di ulteriori crolli. Del borgo si distingue bene l'assetto urbano medievale "a fuso", cioè attraversato per tutta la lunghezza da un asse viario centrale dal quale si dipartono vicoletti perpendicolari. Salvo qualche area liberata in seguito a crolli, il borgo si presenta densamente costruito. Mancano architetture notevoli: l'edificato è costituito quasi esclusivamente da semplici abitazioni. Il materiale impiegato per le costruzioni è lo stesso tufo su cui sorge il centro: le case sono costruite su ambienti ipogei scavati nella roccia.
Essendo crollate quasi tutte le chiese di Tocco vecchio con il terremoto del 1688, l'unico edificio religioso è la sconsacrata chiesa di San Vincenzo con la cappella della Confraternita del Santissimo Corpo di Cristo, posta nel punto più alto del costone e non coincidente con l'edificio originario; ad oggi interamente ristrutturato con viale annesso con calpestio in pietra, è stato riconvertito a sala convegni.

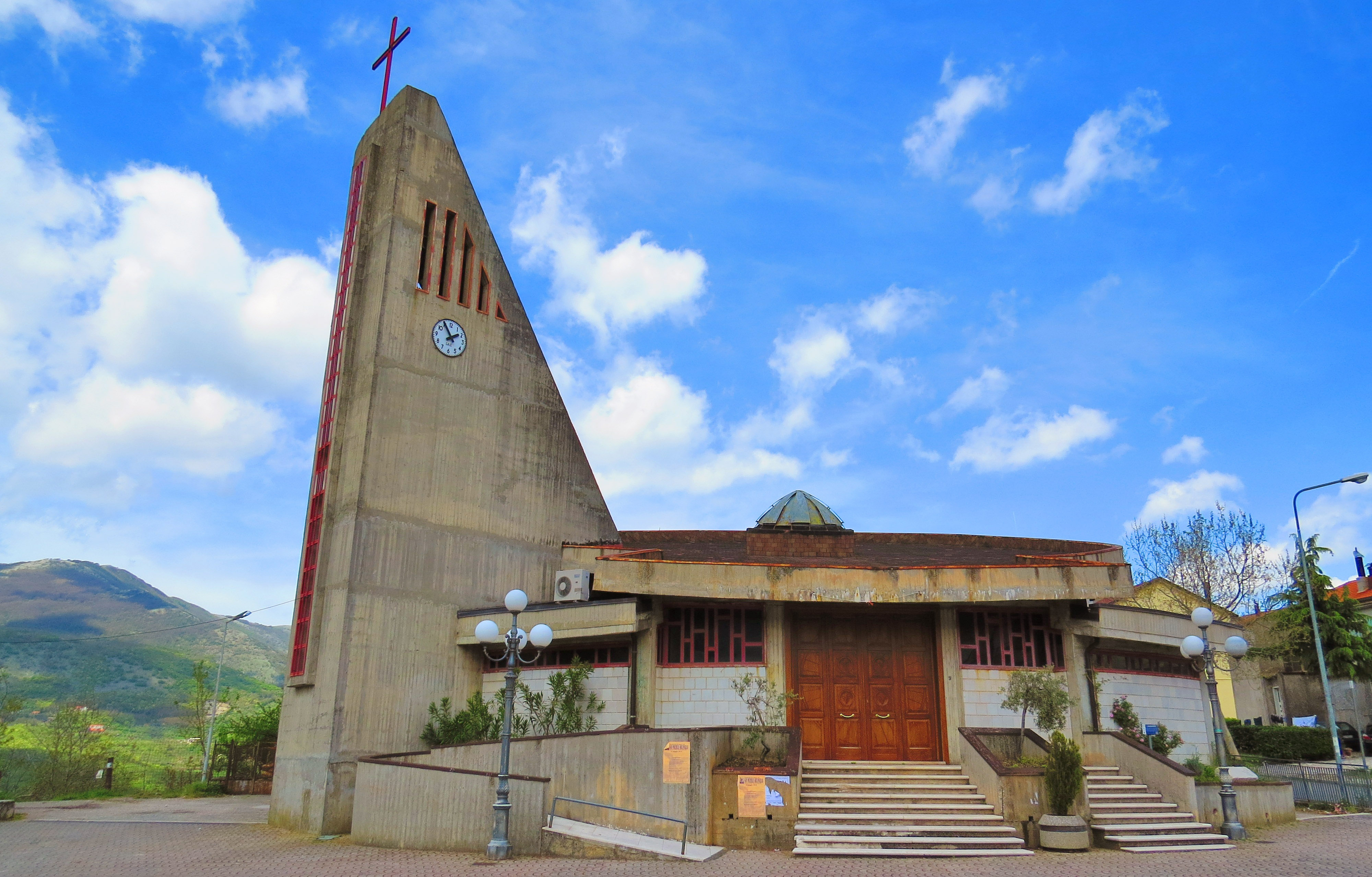
La chiesa parrocchiale dei Santi Biagio e Vincenzo a Friuni

- Chiesa dei Santi Martiri Biagio e Vincenzo

Situata in contrada Friuni, è la chiesa che serve il nuovo centro abitato.

La pala d'altare del santuario dei Santi Cosma e Damiano

- Santuario dei Santi Cosma e Damiano

Secondo la tradizione, in un tempo imprecisato i santi Cosma e Damiano apparvero ad un giovane pastore muto, gli diedero la parola e gli chiesero che fosse costruita sul luogo dell'incontro una chiesa in loro onore.
La chiesa fu concessa dal Seminario arcivescovile di Benevento al popolo di Tocco nel 1618. In origine era solo una cappella, ma fu abbellita e ingrandita più volte con le offerte del popolo che confidava nei santi miracolosi. Nel 1698 papa Innocenzo XII dispose l'indulgenza plenaria per chi la visitasse in occasione della celebrazione dei due santi. Al momento della visita dell'arcivescovo Vincenzo Maria Orsini nel 1692 vi operava anche una confraternita. Nel 1707 l'Orsini riconsacrò la chiesa, insieme alla pala d'altare che raffigura la Madonna con il Bambino e i santi Cosma e Damiano, opera di ignoto.
La chiesa ha una struttura a tre navate con presbiterio in fondo a quella centrale, a pianta rettangolare e coperto di una volta a padiglione lunettata.

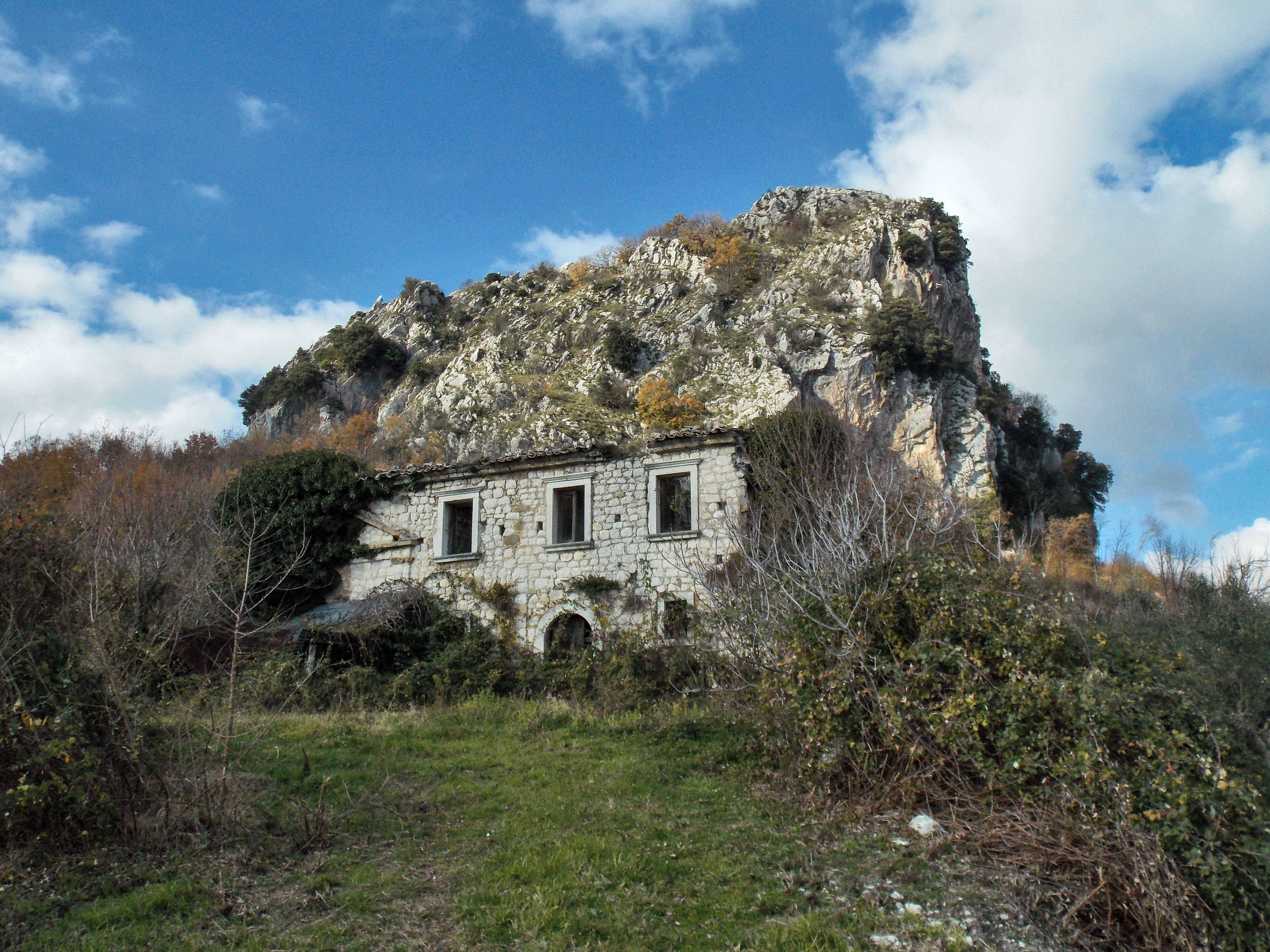
La chiesa di San Michele ai piedi della Pietra di Tocco

- Chiesa di San Michele alla Pietra di Tocco

La chiesetta in rovina si trova alle falde orientali della Pietra di Tocco, annessa ad una masseria che reca sul portale la data 1872. Tuttavia l'edificio era citato già nei documenti delle visite arcivescovili del 1692 e in altri documenti come "Sant'Angelo alla Pietra di Tocco".
Il complesso integra nella propria muratura un blocco scolpito di età romana (fine del I secolo a.C.) con fregio dorico (secondo altre fonti, con raffigurazioni zoomorfe).
- Pietra di Tocco

Il masso calcareo isolato si trova fra la conca di Tocco Caudio e la Valle Vitulanese. Ripido e difficile da risalire, dalla cima fornisce un'ampia visuale verso est. Nel 1269 è menzionato un «castrum Paetrae Tochi», e in effetti negli anni Settanta erano ancora distinguibili sulla cima resti di mura e forse di munizioni, nonché di una vasca per la raccolta delle acque. Un'ulteriore cinta muraria, con la sua porta d'accesso, sarebbe distinguibile alla base dello spuntone roccioso. A mezza costa una grotta mostra ancora una camino scavato con il suo condotto di ventilazione. Non mancano rinvenimenti di ceramiche di vario tipo.
Anche se parte di queste opere sono medievali, più volte si è pensato ad un utilizzo dello sperone roccioso da parte dei Sanniti.

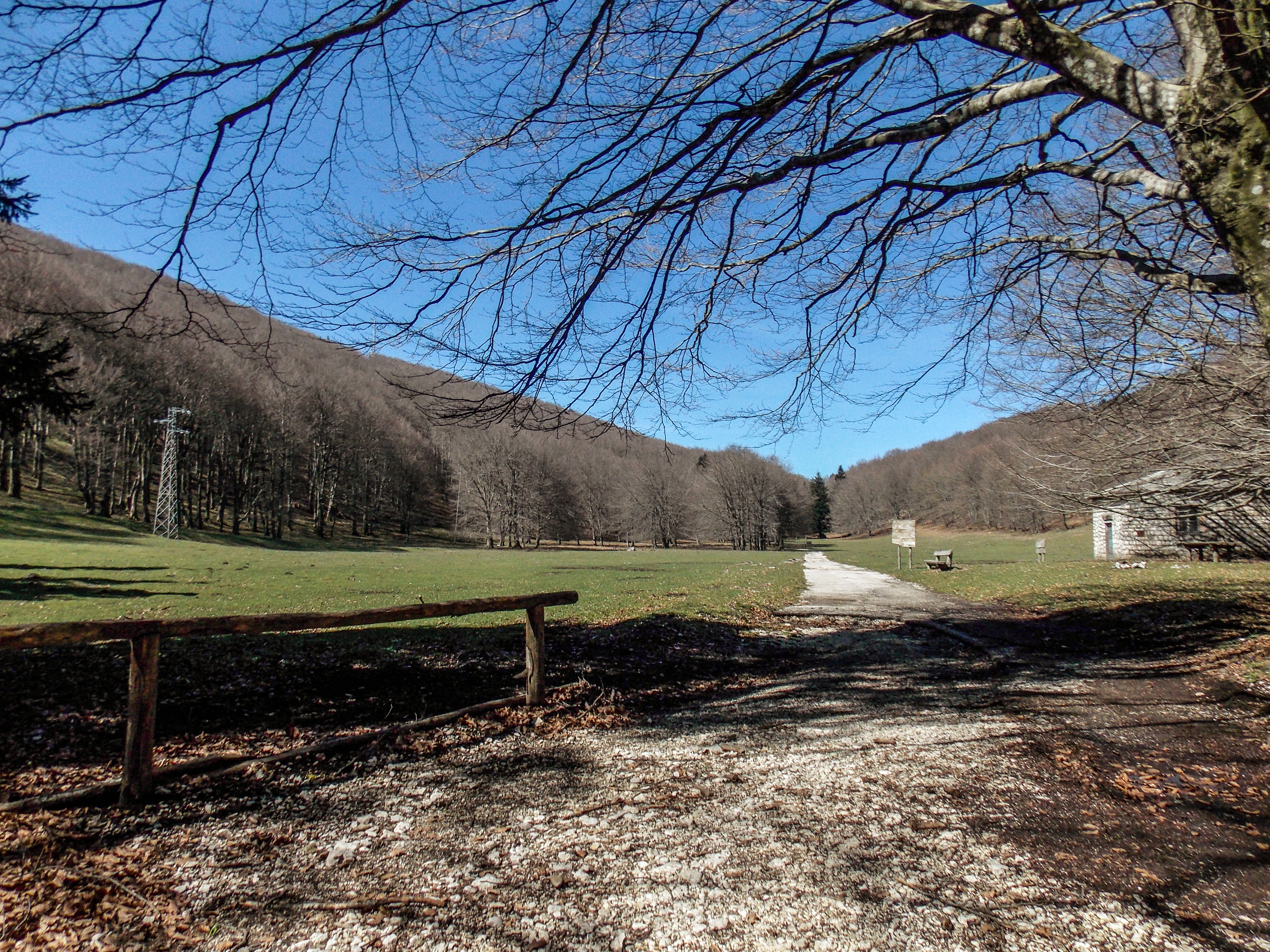
La radura di Piano Melaino

- Parco regionale del Taburno - Camposauro

La porzione tocchese del parco comprende ampie aree coltivate, sopra le quali è una fascia di boschi misti che ricoprono i versanti montuosi (un bosco di cerri si trova, in particolare, in località Coste di Tocco). Nella parte ovest, ove si raggiungono le altitudini più elevate, sono prevalentemente faggete, con radure popolate da agrifoglio e belladonna, e intervallate con rimboschimenti di abete bianco. Fanno eccezione le depressioni di Piano Melaino e Campo Cepino, dove la vegetazione è quella del pascolo.
- Caserma Pozzillo

Il rudere, posto alla quota di 1189 m s.l.m. sul confine occidentale del territorio comunale, era l'alloggio per i soldati borbonici posti di guardia agli stalloni allevati nella Real Riserva del Taburno, e fu usato anche come casino di caccia reale. In età postunitaria divenne rifugio di briganti, e fu poi utilizzato dalle guardie forestali.

## Società

### Evoluzione demografica

#### Periodo preunitario
Fuochi (famiglie) nei secoli XVI e XVII:

Abitanti stimati nei secoli XVIII e XIX
:

#### Periodo postunitario
Abitanti censiti

### Etnie e minoranze straniere
Al 31 dicembre 2019 risultano 41 cittadini stranieri residenti nel comune, pari al 2,81 % della popolazione. I gruppi più rilevanti sono:
1. Nigeria: 9 (0,62 %)
2. Costa d'Avorio: 5 (0,34 %)
3. Bangladesh: 5  (0,34 %)

### Tradizioni e folclore
- Festa in onore dei santi Cosma e Damiano, dal 25 al 28 settembre.

## Geografia antropica
Secondo lo statuto comunale, il territorio si compone delle seguenti contrade: Acquasanta, via Arco Marucci, Aspro, Baracca, Capitino, Cesche, Cesine, Chiano, Ciesco, Coppole, Cornito, Folletta, Friuni, La Pietra, La Riola, Le Martine, Lotola, Maione Lunardo, Maione Stingio, Monticella, Pantaniello, Paodone, via Pisciariello, Pretola, Ripoli, via San Biagio, San Cosimo, San Gaudenzio, San Martino, Serra, Serratola, Sperara, Tasignano, Vigna, Vignali, Vocito, Vecchio Centro Storico.

## Economia
Le principali attività economiche sono l'agricoltura, l'allevamento e l’artigianato. Tocco Caudio fa parte della Regione Agraria n. 3, Monti del Taburno e Camposauro. Ha una superficie agricola utilizzata di 689,3 ettari, dei quali 69 vitati.
Prima del sisma del 1962, il fulcro del paese era l'attuale centro storico, completamente abbandonato dopo il movimento tellurico del 23 novembre 1980.
Oggi l'abitato non presenta un vero centro ma è costituito, fondamentalmente, da tre nuclei: La Riola, Piano (Chiano) e Friuni. In queste ultime due località sono concentrate la maggior parte dei servizi.

## Amministrazione
| Periodo    | Periodo    | Primo cittadino     | Partito                           | Carica                    | Note          |
| ---------- | ---------- | ------------------- | --------------------------------- | ------------------------- | ------------- |
| 10/03/1987 | 13/03/1991 | Alfredo Papa        | DC (giunta DC - PLI - PSI)        | Sindaco                   | [ 73 ]        |
| 15/05/1991 | 09/06/1991 | Pino Bruno          |                                   | Commissario prefettizio   | [ 74 ]        |
| 09/06/1991 | 10/06/1996 | Crescenzo Sala      | DC                                | Sindaco                   | [ 75 ]        |
| 10/06/1996 | 17/04/2000 | Giuseppe D'Agostino | PRC (giunta CCD)                  | Sindaco                   | [ 76 ]        |
| 17/04/2000 | 05/04/2005 | Giuseppe D'Agostino | DS (giunta DS - FI - PPI - UDEUR) | Sindaco                   | [ 76 ]        |
| 05/04/2005 | 30/03/2010 | Antimo Papa         | Lista civica di centro-destra     | Sindaco                   | [ 77 ]        |
| 28/03/2010 | 23/09/2013 | Antimo Papa         | Lista civica                      | Sindaco                   | [ 77 ]        |
| 23/09/2013 | 20/12/2013 | Michela Falzarano   |                                   | Commissario prefettizio   | [ 78 ]        |
| 20/12/2013 | 26/05/2014 | Michela Falzarano   |                                   | Commissario straordinario | [ 79 ]        |
| 26/05/2014 | 08/06/2019 | Antimo Papa         | Lista civica "Tocco bene comune"  | Sindaco                   | [ 77 ]        |
| 2019       | in carica  | Gennaro Caporaso    | Lista civica "Uniti per Tocco"    | Sindaco                   | [ 80 ] [ 81 ] |

### Altre informazioni amministrative
Il comune fa parte della comunità montana del Taburno, l'amministrazione socio-sanitaria è attribuita dall'ASL di Benevento al distretto sanitario di Montesarchio, la gestione integrata dei rifiuti e del ciclo delle acque sono state attribuite dalla regione Campania rispettivamente all'ATO Rifiuti Benevento e all'Ente Idrico Campano (distretto "Calore Irpino", a sua volta erede dal 2018 dell'ATO Calore Irpino). L'ambito idrogeologico è infine di competenza dell'autorità di bacino distrettuale dell'Appennino meridionale, erede del distretto idrografico dell'Appennino meridionale.